# 台灣報紙列表
報紙是傳播媒體的一種，由紙張印刷而成的出版品，通常刊載新聞、消息、評論和專欄等，主題通常包括政治、經濟、社會、文化等。商業報紙的收入來自讀者訂閱或購買以及商業廣告的收入。隨著網際網路發展，造成銷售及廣告的巨幅下滑，因此許多報紙停刊或縮小規模，許多報社也透過網路發行電子報，甚至完全轉型成新聞網站並取消實體報紙的業務。
目前臺灣的主要綜合性報紙包括《中國時報》、《聯合報》和《自由時報》，財經報紙則包括《經濟日報》和《工商時報》，《Taipei Times》為主要外文報紙。
中華民國政府在臺灣地區戒嚴時期曾實施報禁，停止新報紙登記，一直到1988年才解除報禁。中華民國行政院於1951年6月10日，依據《國家總動員法》第22條：「政府於必要時得對報館及通訊之設立加以限制或停止」，發佈行政命令，宣布：「臺灣省全省報紙，雜誌已達飽和點，為節約用紙起見，今後新申請登記之報社雜誌通訊社，擬從嚴限制登記」，此即臺灣報禁中的「限證」。此一命令，直至1988年1月1日方告廢除，此後，中華民國政府對於出版事業登記證申請的態度從限制轉為開放，最終於1999年1月25日，出版登記事業證制度伴隨《出版法》，一起走入歷史。
在1987年解除戒嚴後，臺灣開放新設媒體，在解除報禁後，出版事業登記證申請踴躍，一時間報社林立，但是由於報紙閱讀人口逐漸衰退、報業市場競爭激烈，使得不少報紙陸續停刊或歇業。
在臺灣解嚴前，當時《中國時報》、《聯合報》和《中央日報》並稱「三大報」。在解嚴後，《中央日報》逐漸沒落，而《自由時報》在1992年至1994年間經過三次大規模的訂報促銷活動，成為當時三大報之一。《蘋果日報》於2003年在臺灣創刊後，發行量很快趕上原本三大報，形成四大報相互競爭格局。由於虧損與母公司狀況等原因，《蘋果日報》於2021年5月17日發行最後一期紙本報紙後隔日停刊，集中發展線上新聞網。

## 民營報業集團
- 聯邦企業集團
  - 《自由時報》
  - 《Taipei Times》（英文《台北時報》）
- 聯合報系
  - 《聯合報》
  - 《經濟日報》
- 旺旺中時媒體集團
  - 《中國時報》
  - 《工商時報》

## 公營報社
- 中華民國國防部
  - 青年日報
- 連江縣政府
  - 馬祖日報
- 金門縣政府
  - 金門日報

## 地方報社
- 臺灣導報（页面存档备份，存于）（高雄市）
- 台灣新新聞報（高雄市）
- 真晨報（高雄市）
- 臺灣時報（高雄市）
- 臺海新聞報（臺北市）
- 臺灣新聞報（高雄市）
- 民眾日報（高雄市）
- 臺灣好報（高雄市）
- 臺中日報（臺中市）
- 臺中晚報（臺中市）
- 臺中時報（臺中市）
- 旱溪地區報（臺中市）
- 新一代時報（臺中市）
- 鹿港時報（彰化縣鹿港鎮）
- 中華日報（臺南市）
- 更生日報（花蓮縣、臺東縣）
- 東方快報（花蓮縣）
- 巨報（嘉義縣、嘉義市）
- 澎湖日報（澎湖縣）
- 澎湖時報（澎湖縣）
- 建國日報（澎湖縣）
- 金門日報（金門縣）
- 馬祖日報（連江縣）

## 宗教報社
- 台灣教會公報
- 人間福報
- 創價新聞
- 基督教論壇報
- 天主教週報
- 臺灣醒報
- 國度復興報
- 真佛報

## 其他報紙
- 前鋒招標日報
- 臺灣新生報
- 大紀元時報臺灣版
- 國語日報
- 國語週刊
- 中學生報
- 好讀周報
- 臺灣立報
  - 破報
  - 四方報
- 都會時報
- 電子時報
- 太平洋日報
- 眾聲日報
- 民時新聞

## 網路新聞
網路媒體起家的《ETtoday 新聞雲》、《Nownews》則更注重網路熱門話題，傳統新聞外更增添吸引網友軼聞，「小編用語」也相當活潑且親民，易帶動粉絲留言發表對時事的看法。傳統三大報與《中央社》的貼文眉批較少有小編個人主觀意見或情緒，尤其是政治、社會事件，一有不慎便會招來粉絲責罵。近幾年，針對不同議題的媒體也先後成立，注重動物福利議題的《台灣動物新聞網》；《上下游新聞市集》則為土地發聲，關注食物安全相關議題；《地球圖輯隊》以圖文故事方式讓國際議題變好讀。還有報導在地新聞的澎湖《貝傳媒》與中部《平傳媒》，專注與地方對話。在短小輕薄的即時新聞當道下，《報導者》則反其道而行，以長文、深度、有觀點的報導為特色，獲得注重社會公眾議題的人們青睞。
- 商傳媒
- 中央通訊社
- PeoPo公民新聞
- ETtoday新聞雲
- NOWnews今日新聞
- 蘋果新聞網（2021年5月起改為電子報）
- 台灣電報
- 民生好報
- 新民生報
- 台新傳媒
- 風傳媒
- 新頭殼
- 關鍵評論網
- 報導者
- 美麗島電子報
- 民報
- 上報
- 上下游新聞市集
- 大成報（2012年1月起改為電子報）
- 勁報（2013年起改為電子報）
- 台灣英文新聞（2015年起改為電子報）
- 自由新聞報
- 鉅亨網
- 信傳媒
- 貝傳媒
- 中央網路報
- 新頭條
- 台北郵報
- 報新聞
- TDN善思新聞網 （页面存档备份，存于）
- NOW健康新聞網 （页面存档备份，存于）

## 已經停止發行的報紙
- 臺灣日日新報（日治時期創立）
- 三六九小報（日治時期創立）
- 臺灣民報（日治時期創立）
- 公論報
- 民聲日報（1980年停刊）
- 大眾報（臺灣日報社）（1987年7月停刊）
- 臺灣晚報（臺灣日報社）
- 大華晚報
- 民族晚報（1950年12月1日創立[2]。復刊中）
- 首都早報（1990年8月停刊）
- 環球日報（1990年9月停刊）
- 建國日報（1997年2月停刊，澎湖地方報）
- 兒童日報（1998年3月28日轉型為週報[3][4]，至2001年8月停刊[5][6]，光復書局）
- 自立早報（1999年1月停刊）
- 自立晚報（页面存档备份，存于）（停刊後以電子報型態發行）
- 廬山日報（2000年停刊，與前鋒日報合併）
- 明日報（2001年2月停刊，臺灣首家網路媒體原生報）
- 勁報（2002年2月停刊）（2013年7月以電子報型態發行）
- 麗台運動報（印刷版本於2004年12月31日停刊，網路版本仍持續更新）
- 中時晚報〔2005年11月停刊〕
- 聯合晚報〔2020年6月2日停刊〕
- 大成報（2006年3月停刊）（2011年11月以電子報型態發行）
- 中央日報（2006年6月1日停刊，2006年9月中轉型成電子報復刊 ）
- 臺灣日報（2006年6月6日停刊）
- 澎湖晚報
- 星報（2006年11月1日停刊）
- 民生報（2006年12月1日起停刊）
- 玉山周報
- 享活誌（改為網路訊息傳遞）
- 爽報 (台灣)（免費報紙），發送地點除五大都會區、台北捷運及高雄捷運各車站外，亦可在全台麥當勞餐廳免費索閱，為壹傳媒集團，創刊日為2006年10月23日，2018年8月31日停刊。
- Upaper（免費報紙），只在台北捷運各車站發送，2018年4月26日停刊。
- 蘋果日報 2021年5月18日停刊

其中《大華晚報》、《民族晚報》及《自立晚報》被稱為報禁時期三大晚報。

## 外部連結
- 時報論壇（页面存档备份，存于） 各大新聞媒體討論區。
- 歡迎進入 國家文化資料庫
- 國立臺中圖書館--國家文化資料庫-舊版報紙資訊網
- 臺灣戰後十八種小型報刊介紹（页面存档备份，存于）